# Pierre Duc
Pierre Duc es un escultor pintor y grabador francés, nacido el año 1945 en Menotey, Jurá.

## Datos biográficos

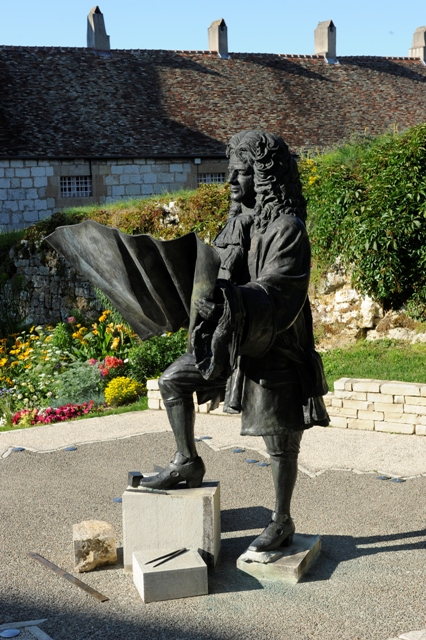
Estatua del marqués de Vauban en la ciudadela de Besançon, de marzo de 2007.

Antiguo alumno del escultor Georges Oudot (que creó, entre otras las espadas Académicas de Edgar Faure y de Jacques Soustelle) y diplomado de la École des Beaux-Arts de Besançon en grabado. 
Pierre Duc fue profesor de artes plásticas en el Liceo de Champagnole y en la IUFM de Franco Condado.
Expuso después de 1972 en Besançon, Estrasburgo, París, Lyon ... y participçó en numerosos salones y bienales...
Pierre Duc ha producido igualmente esculturas monumentales, L’Éternité et Xavier Marmier en Pontarlier, la Fontaine du Temps et les Lévriers de Belle-Frise en Champagnole, Saint Vernier en Arbois, une Tranche d'Univers en Crimolois, le Doubs et la Loue wn Dole, los dos memoriales por los antiguos combatientes de África del Norte y de Indochina en Dijon, Vauban de la ciudadela de Besançon...
Laureado por la Dirección regional para los asuntos culturales (Affaires culturelles) en 1979, primer premio en escultura de la villa de Belfort en 1987, primer premio del Festival internacional de Dijon 1993 y Luxeuil en 1996, premio del conseil général de Touraine en 2000...

## Obras
Entre las obras destacadas de Pierre Duc se encuentran:
- Estatua en bronce del marqués de Vauban en la ciudadela de Besançon, de marzo de 2007.
- Escultura gigante del Doubs (hombre) y su afluente la Loue (la mujer) de la plaza Jules Grévy de Dole, en 2000.
- Fresco ondulante de Louis Pasteur en el techo del hospital de Dole, en 1995.
- Grand Tétras de 2,50 m en la Casa del Haut-Jura de Lajoux.